# پنچاغدارصدر
پنچاغدارصدر (به لاتین: Panchagarh Sadar) یک منطقهٔ مسکونی در بنگلادش است که در ناحیه پنج‌گر واقع شده‌است. پنچاغدارصدر ۳۴۷٫۰۸ کیلومتر مربع مساحت و ۱۹۳٬۱۹۸ نفر جمعیت دارد.